# My blue
『my blue』（マイブルー）は、krageの1stミニ・アルバム。
2022年12月14日にソニー・ミュージックアソシエイテッドレコーズから発売された。

## 収録曲
1. 夏の雪（4:43）[4]
  - 作詞：岩ヰフミト・krage
  - 作曲・編曲：岩ヰフミト
  - テレビアニメ「後宮の鳥」エンディングテーマ
2. ATTACHIMENT（3:23）[4]
  - 作詞：krage
  - 作曲：岩ヰフミト・NORA
  - 編曲：岩ヰフミト
3. Xu（3:07）[4]
  - 作詞：krage
  - 作曲：krage・TOMOKO IDA
  - 編曲：TOMOKO IDA
4. drown（3:06）[4]
  - 作詞：krage
  - 作曲：TAKASHI FUKUDA・krage
  - 編曲：TAKASHI FUKUDA
5. HIBANA（3:50）[4]
  - 作詞：蒼山幸子
  - 作曲：神谷志龍
  - 編曲：Naoki Itai
  - テレビ東京ドラマ「寂しい丘で狩りをする」主題歌
6. 夏の雪 TV Special Edit（2:05）期間生産限定盤のみ収録[4]
  - 作詞：岩ヰフミト・krage
  - 作曲：岩ヰフミト